# Ramot Jissachar
Ramot Jissachar (hebr. רמות יששכר) – płaskowyż położony między Doliną Jezreel a Doliną Jordanu w Dolnej Galilei na północy Izraela. Leży na wysokość 100–200 m n.p.m.

## Geografia
Ramot Jissachar jest lekko pagórkowatym rozległym płaskowyżem położonym w Dolnej Galilei. Leży na wysokość 100–200 m n.p.m. i jest wyraźnie zaznaczony przez otaczające go niżej położone obszary. Od strony zachodniej zamyka go masyw Góry More (515 m n.p.m.) i Dolina Jezreel. Północną granicę wyznacza głębokie wadi strumienia Nachal Tawor, spływającego na wschód do depresji rzeki Jordan. Po drugiej stronie wadi, na północy rozciąga się Wyżyna Sirin. Po stronie wschodniej płaskowyż opada stromymi zboczami do Rowu Jordanu. Po stronie południowej są Dolina Bet Sze’an i Doliny Charod. Płaskowyż jest zbudowany ze skał bazaltowych. Jest on urozmaicony kilkoma płytkimi wadi, którymi płyną strumienie: Chamud i Dana (spływają na północ do strumienia Tawor), Gwul, Tola, Brit i Cewa’im (spływają do Isachar, który spływa na wschód do rzeki Jordan), Josef, Kipodan, Pahat, Nahum i Hamadija (spływają na południe do rzeki Charod). Teren płaskowyżu jest intensywnie eksploatowany przez działalność rolniczą. W rejonie wadi strumienia Tawor zamieszkuje duża populacja jeleni. Obszar płaskowyżu jest słabo zaludniony. Są tutaj trzy wioski arabskie Tamra, Na’ura i At-Tajjiba, oraz żydowska wieś Moledet i moszaw Ramat Cewi.

## Historia

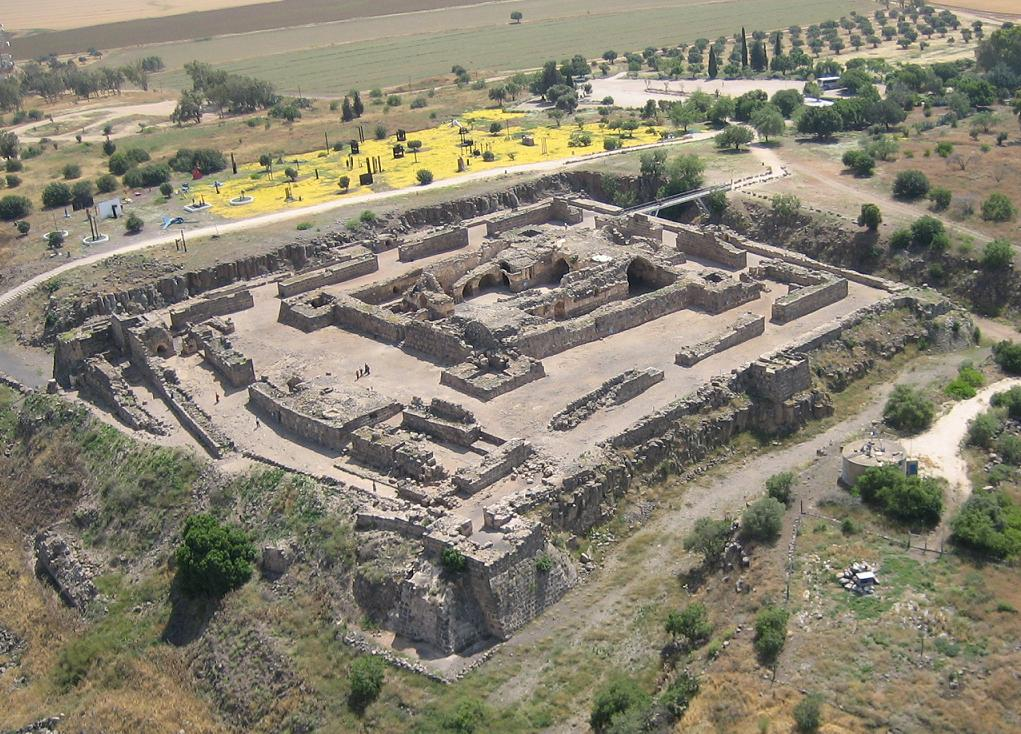
Park Narodowy Belvoir

Płaskowyż był w czasach starożytnych gęsto zaludniony przez Żydów. Jego nazwa wywodzi się od biblijnego plemiona Issachara. W okresie panowania krzyżowców na wschodnim skraju płaskowyżu w 1130 roku wzniesiono zamek Belvoir. W 1168 roku szpitalnicy rozbudowali zamek w najpotężniejszą swoją fortecę. Odgrywała ona ważną rolę w systemie obronnym Królestwa Jerozolimskiego, ponieważ miała jako jedna z pierwszych stanąć na drodze muzułmańskiej inwazji. W lipcu 1182 roku wielka armia sułtana Saladyna przekroczyła rzekę Jordan. Doszło wówczas do bitwy pod zamkiem Belvoir. Bitwa zakończyła się taktycznym patem, jednak król jerozolimski Baldwin IV Trędowaty przekonał Saladyna do wycofania się. Po klęsce krzyżowców w 1187 roku w bitwie pod Hittin, armia Saladyna ponownie podeszła do Belvoir i rozpoczęła oblężenie twierdzy. Trwało ono przez półtora roku. Saladyn, po wysadzeniu wschodniej wieży broniącej rampy wejściowej, w uznaniu waleczności obrońców, pozwolił 5 stycznia 1189 roku załodze zamku wycofać się do Tyru. W latach 1217–1218 w obawie przed odzyskaniem twierdzy przez krzyżowców, rozebrano jej fortyfikacje. W 1240 roku na drodze porozumienia powrócili tutaj krzyżowcy. Jednak brak funduszy uniemożliwił odbudowę zamku, i cała okolica bardzo szybko ponownie znalazła się pod kontrolą arabską. Przez następne stulecia pozostałości fortecy pozostawały opuszczone i popadały w coraz większą ruinę. Razem z nimi podupadał cały obszar płaskowyżu. Pod koniec XIX wieku istniało tutaj jedenaście niewielkich wiosek arabskich, których mieszkańcy utrzymywali się z rolnictwa. Podczas wojny domowej w Mandacie Palestyny i I wojny izraelsko-arabskiej osiem z tych wiosek zostało wyludnionych i zniszczonych. W wyniku tego, większa część płaskowyżu pozostaje opuszczona i zajmują ją jedynie pola uprawne.

## Turystyka
Największą tutejszą atrakcją turystyczną są ruiny krzyżackiej twierdzy Belvoir, na których w 1968 roku utworzono Park Narodowy Belvoir. Również obszar wadi strumienia Tawor jest objęty ochroną jako rezerwat przyrody Nachal Tawor. Jest to popularne miejsce pieszych wędrówek turystycznych.

## Transport
Przez zachodnią część płaskowyżu prowadzi z północy na południe droga nr 716, która łączy drogę nr 65 w Dolinie Jezreel z drogą nr 71 w dolinie Charod. Dojazd do zamku Balvoir umożliwia droga nr 717, na którą wjeżdża się z drogi nr 90 w Dolinie Jordanu.